# Гаспар Тельес-Хирон и Сандоваль, 5-й герцог Осуна
Гаспар Тельес-Хирон и Пачеко Гомес де Сандоваль Энрикес де Рибера (исп. Gaspar Téllez Girón y Pacheco Gómez de Sandoval Enríquez de Ribera; 25 мая 1625, Мадрид — 2 июня 1694, Мадрид) — испанский аристократ, политик и военный, 5-й герцог Осуна и герцог-консорт Уседа, 5-й маркиз де Пеньяфьель, 9-й граф Уренья и гранд Испании.
Он служил Филиппу IV генералом от кавалерии во время независимости Португалии, вице-королем Каталонии (1667—1669), губернатором Милана (1670—1674), государственным советником Карла II, президентом Совета Орденов и Совета Арагона.

## Семья
Представитель знатного рода Осуна. Родился 25 мая 1625 года в Мадриде. Второй сын Хуана Тельес-Хирона и Энрикеса де Риберы (1597—1656), 4-го герцога Осуна, 4-го маркиза Пеньяфиэля и 8-го графа Уреньи (1624—1656), и Изабеллы Раймунды Гомес де Сандоваль и Падильи (1603—1658). Его старший брат Педро Бальтасар Тельес-Хирон, маркиз Пеньяфьель, скончался в младенчестве. Он унаследовал дворянские титулы и поместья своего отца после смерти отца, которая произошла в 1656 году, когда он был вице-королем Сицилии.
Гаспар Тельес-Хирон и Пачеко Гомес де Сандоваль был женат дважды:
В 1645 году его первой женой стала его кузина Феличе де Сандоваль-и-Рохас и Энрикес де Кабрера (1633 — 7 октября 1671), 4-я герцогиня Уседа, маркиза Бельмонте, дочь Франсиско де Сандовал-и-Рохас-и-Падилья, 2-герцога де Лерма и 2-го герцога де Уседа (1598—1635). У пары было два сына, умерших в младенчестве, и пять дочерей.
- Изабель Мария Гомес де Сандоваль и Хирон, 4-я герцогиня де Уседа (1653—1711), муж — Хуан Франсиско Пачеко Тельес-Хирон и Мендоса, 1-й маркиз де Менасальбас (1649—1718)
- Мариана Тельес-Хирон, придворная дама королевы
- Каталина Тельес-Хирон (+1714), жена Антонио де Суньига и Манрике, 4-го маркиза де Флорес-Давила (1654—1709)
- Мария де ла Ньевес Тельес-Хирон и Сандоваль (+1732), муж — Луис Франсиско де ла Серда и Арагон, 9-й герцог де Мединасели (1660—1711)
- Хасинта Хирон и Сандоваль, жена Хуана Энрикеса де Гусмана и Кордовы, 12-го графа Альба-де-Листе (1640—1709)

В 1672 году заключил второй брак с Анной Антонией де Бенавидес Каррильо-и-Толедо (1656—1707), дочерью Луиса де Бенавидеса Каррильо, маркизы Фромиста-и-де-Карасена и графини Пинто (1608—1668), от которой у него было два сына и две дочери, первый из которых, Франсиско де Паула унаследовал от него дворянские титулы.
- Франсиско де Паула Тельес-Хирон и Бенавидес, 6-й герцог де Осуна (1678—1716)
- Мануэла Мария Хосета Тельес-Хирон и Бенавидес (1681—1737), муж — Хосе Франсиско Педро Анастадио Хоакин Мигель де Гонзага, 4-й маркиз де ла Лагуна-де-Камеро-Вьехо (1683—1728)
- Хосе Мария Тельес-Хирон и Бенавидес, 7-й герцог де Осуна (1685—1733)
- Анна Мария Тельес-Хирон, жена Хосе Фернандеса де Веласко, 4-го маркиза де Ходар, 8-го герцога де Фриас (1665—1713)

## Военно-политическая карьера

### Генерал на войне с Португалией
Главный клаверо Ордена Алькантара с 1646 года, генеральным главой которого он стал в 1652 году, он служил дворянином в палате короля Испании Филиппа IV. Он начал свою военную карьеру, выступая в качестве генерала от кавалерии в Эстремадуре и генерал-капитана границ Кастилия-ла-Вьеха во время Португальской войны, сначала под командованием Хуана Хосе Австрийского, а затем маркиза Карасены, который позже станет его тестем. Во время кампании он участвовал в битвах при Каштелу-Родригу (1664) и Вильявисьосе (1665), среди других мелких столкновений.

### Вице-король Каталонии
После смерти короля Филиппа IV Гаспар Тельес-Хирон был также дворянином нового короля Испании Карла II. В августе 1667 года он прибыл с титулом вице-короля и капитан-генерала в Каталонию, где ситуация в то время была деликатной: тремя месяцами ранее король Франции Людовик XIV объявил войну Испании на том основании, что приданое его жены Марии Терезы Испанской не было уплачено, и хотя французская кампания была направлена против Нидерландов, франко-испанская граница была опасным пунктом, на котором вице-король вторгся в Серданью со своим войском. Мир наступит в 1668 году после подписания Ахенского мирного договора.
В следующем 1669 году ему пришлось столкнуться с еще одной трудностью: сводный брат короля Хуан Хосе Австрийский, недовольный большим влиянием Хуана Эверардо Нитхарда в правительстве и рассчитывавший на сочувствие каталонских властей, пригрозил совершить государственный переворот. Герцогу Осуне приходилось действовать, лавируя между своей верностью мадридскому двору, уважением к своему бывшему начальнику (и, возможно, следующему королю) Хуану Хосе Австрийскому и собственным амбициям, пока в январе 1669 года ситуация не разрешилась мирным путем, когда королевский двор согласился на просьбы Хуана Австрийского и выехал из Каталонии в сторону Мадрида. По его поручению был завершен дворец вице-короля, в настоящее время являющийся частью Королевского дворца в Барселоне и строительство цитадели Паламос началось.
Должно быть, его работа в наместничестве не очень ему нравилась. В сентябре 1669 года он просил своего увольнения лаконичным письмом к королеве Марианне Австрийской и получил отставку.

### Губернатор Милана
Проехав через Каталонию, он занимал должность губернатора и генерал-капитана Великого герцогства Миланского, куда прибыл в марте 1670 года. Его пребывание в Италии было отмечено постоянными разногласиями с миланской знатью во главе с маркизом Боргоманеро Карлосом Мануэлем Д’Э, выступавшего против сборов, которые герцог взимал с местного населения для реформы армии. Критикуемый недоброжелателями как распутный и жадный, он закончил свой срок в Италии «к всеобщему облегчению».

### Возвращение в Испанию
По возвращении в Испанию в 1674 году Гаспар Тельес-Хирон и Сандоваль был назначен членом Государственного совета Карла II и Совета Фландрии, а в следующем году председателем Совета орденов. Два года спустя он ушел с поста президента, чтобы служить старшим женихом принцессы Марии Луизы Орлеанской, помолвленной с королем.
В 1683 году он стал жертвой интриг, затеянных при дворе больного короля Карла II. Герцог Осуна был за то, чтобы он лично принял бразды правления королевством, не поддаваясь влиянию многочисленных придворных, процветавших вокруг него, среди которых Хуан Франсиско де ла Серда, герцог Мединасели, был главным, как его фаворит. Дело было в том, что некий Маркос де Сабогаль, плебей по статусу, позволил себе настоять перед де герцогом Осуной о долге, который у него был отложен, и герцог публично пригрозил отрезать ему уши, если он повторит свои претензии. Дело было второстепенным, и по закону дворяне не могли быть привлечены к ответственности за гражданские преступления, но герцог Мединасели воспользовался случаем, чтобы отстранить его от двора: герцог Осуна был заперт в тюрьме Алькасар-де-Сеговия на два с половиной месяца оштрафован на 20 000 дукатов, а его имущество конфисковано. Его старший сын заболел, королевский совет рекомендовал его помилование, которое король одобрил, но герцог Мединасели снова маневрировал, чтобы заключить его в тюрьму в его доме в Мадриде. Принятый священно в монастыре Кармен и преследуемый главными придворными, его преследование прекратилось, когда скандал стал слишком громким.
В 1692 году Гаспар Тельес-Хирон и Сандоваль был назначен президентом Совета Арагона, в полномочиях которого он умер в 1694 году в возрасте 69 лет в результате внезапного приступа апоплексического удара, во время присутствия на заседании совета с королем.